# 大脊沫蟬
大脊沫蟬（学名：Aphropsis maxima）为尖胸沫蟬科脊沫蟬屬下的一个种。其种加词“maxima”意为“大的”。